# HD 7259
HD 7259，又名CD-31 484，SAO 192977、HR 358，是一颗恒星，视星等为6.52，位于銀經252.89，銀緯-84.13，其B1900.0坐标为赤經1h 7m 39.8s，赤緯-31° -84.13′ 53″。